# Vespasienne

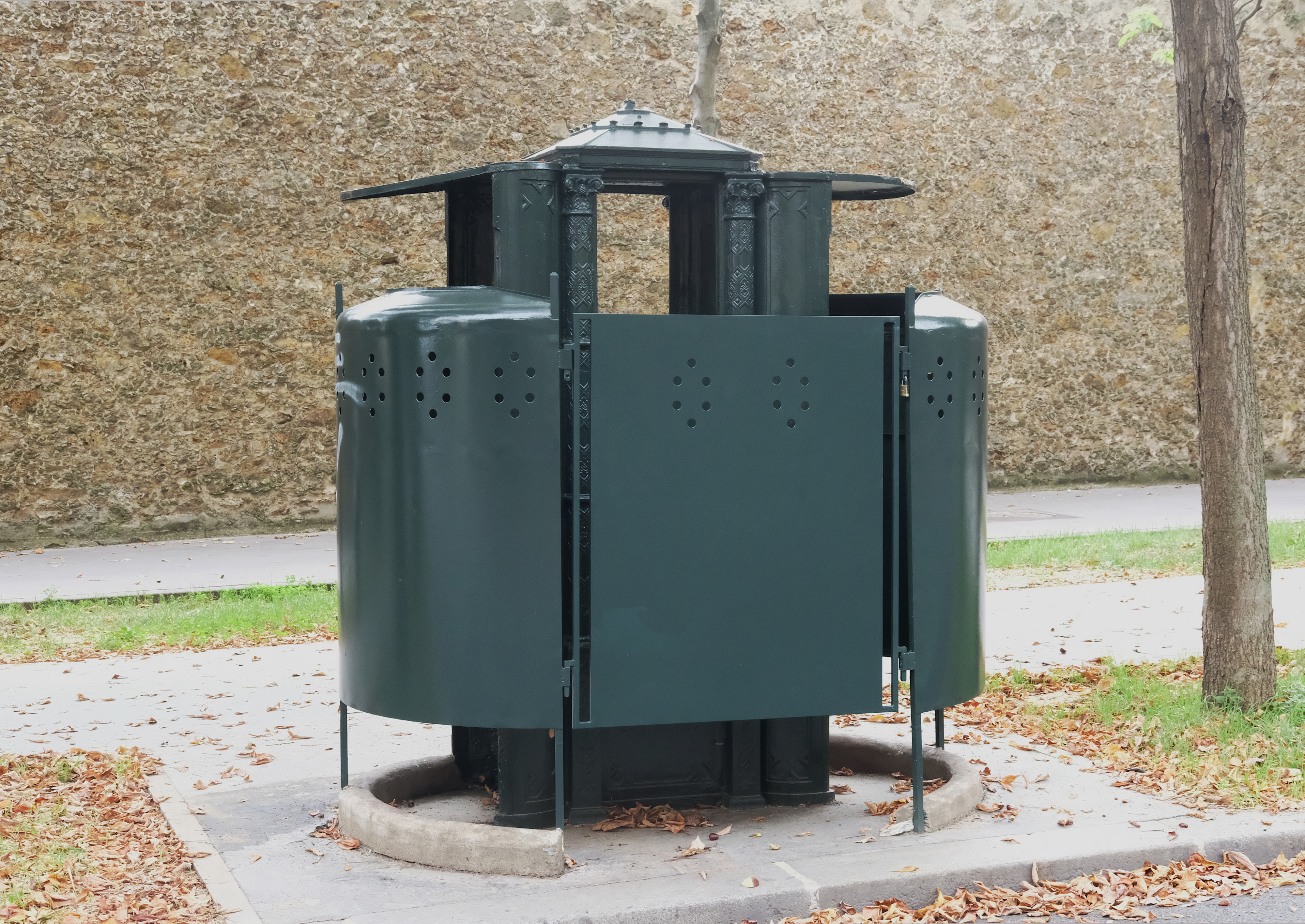
La dernière vespasienne parisienne ; elle est située sur le boulevard Arago devant la prison de la Santé (2023).

Une vespasienne est un urinoir public pour hommes, placé sur les trottoirs ou dans des aires publiques telles que les parcs. Ce genre d'urinoirs, équipé de cloisons afin de préserver l'intimité, dispose parfois de chasses d'eau. Les premiers édicules sont créés en 1834. À Paris, en 1980, les vespasiennes laissent la place aux sanisettes, également adaptées à un usage féminin. Plusieurs historiens et sociologues, dont Laud Humphreys, se sont intéressés à ces édicules.

## Origine du nom
La vespasienne doit son nom à l'empereur romain Vespasien, à qui l'on avait attribué, à tort, l'établissement d'urinoirs publics à Rome. En réalité, il a étendu un impôt spécial atteignant l'industrie et le commerce, à la collecte de l'urine. Celle-ci, source d'ammoniaque, a en effet longtemps été utilisée par les teinturiers pour préparer les étoffes avant de les mettre en couleur ou, quelquefois, pour dégraisser les laines, les étoffes, et les ouvrages faits de laine, comme draps, ratines, serges, bas, bonnets, etc.. Moqué pour cet impôt, l'empereur Vespasien aurait répondu : « L'argent n'a pas d'odeur » (« pecunia non olet »), phrase devenue proverbiale.

## Création et évolution

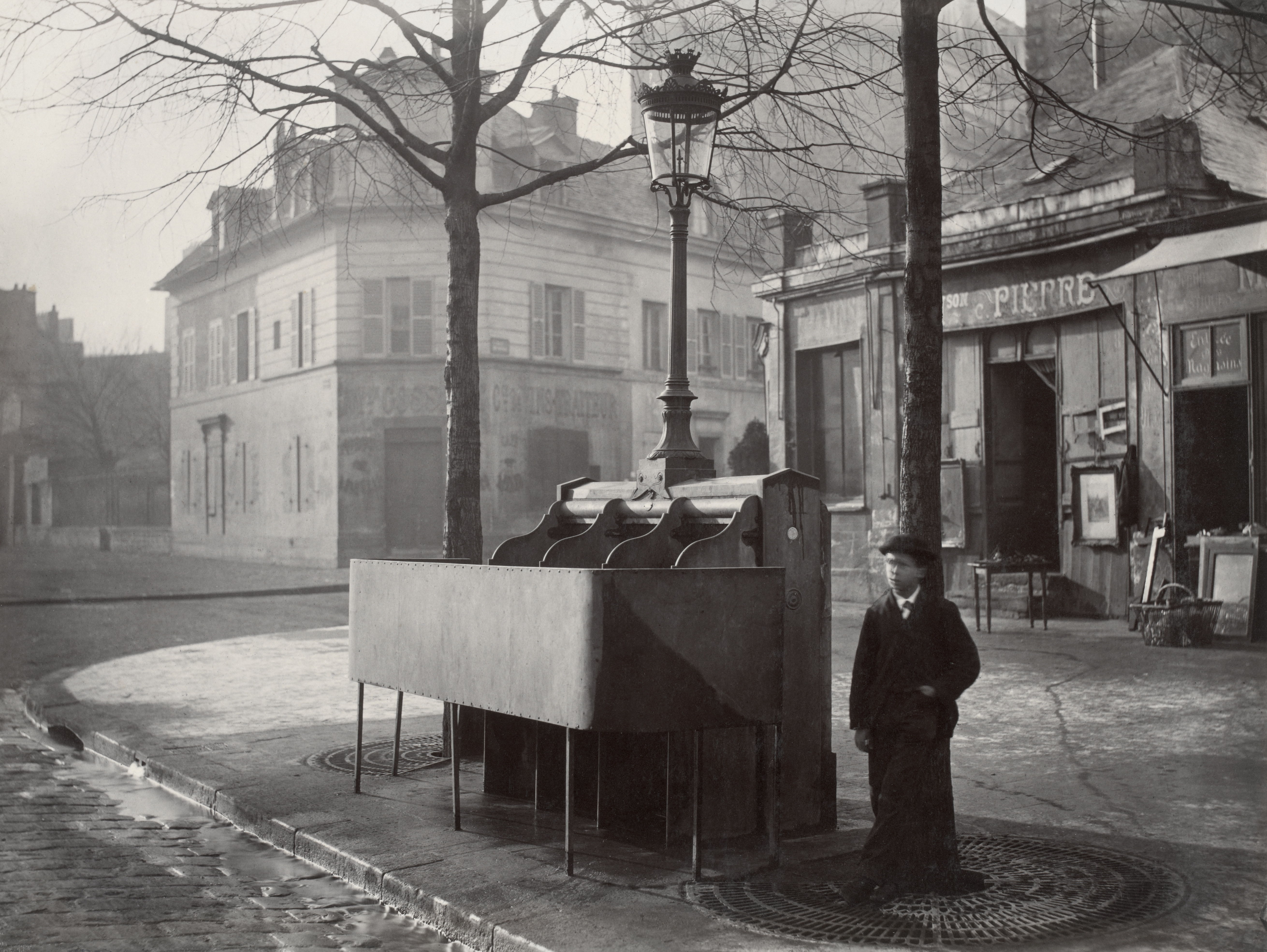
Urinoir triplace, avenue du Maine, photographie de Charles Marville, vers 1875.

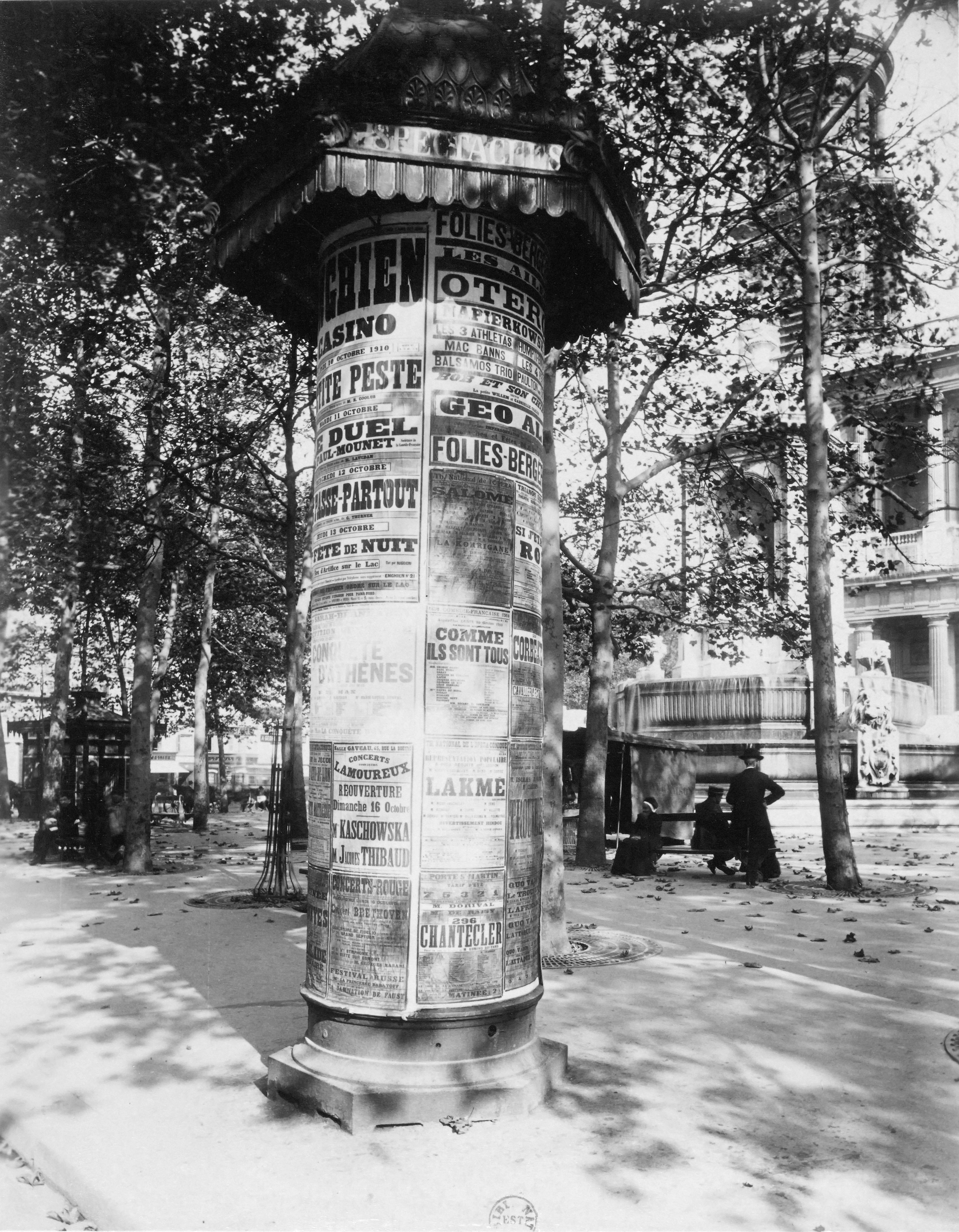
Une colonne Morris, photographie d'Eugène Atget, Paris, 1910.

À Paris, comme dans toutes les grandes cités, « de par le Roi, il [était] interdit de satisfaire aux besoins naturels »[réf. souhaitée]. Aussi, vers 1770, le lieutenant général de la police de 1759 à 1774, M. de Sartine ou Sartines, prit la décision de faire "disposer des barils d’aisance à tous les coins de rue" de Paris.
Ensuite, des édicules construits sur la voie publique en vue de satisfaire les besoins naturels des passants, souvent oublieux d’hygiène publique, furent introduits à Paris par le préfet de la Seine, le comte Claude-Philibert de Rambuteau, en 1834. Il en fait installer quatre cent soixante-dix-huit sur les trottoirs de la ville.
Pour couper court aux railleries de l'opposition, qui a bien vite baptisé l’édicule « colonne Rambuteau », le préfet lance l’expression « colonne vespasienne », en référence à l’empereur Vespasien, à qui on a attribué l’établissement d’urinoirs publics payants, à Rome. 
Les sobriquets se multiplient alors : « Les édicules Rambuteau s'appelaient des pistières. Sans doute dans son enfance n'avait-il pas entendu l'o, et cela lui était resté. Il prononçait donc ce mot incorrectement mais perpétuellement » (Marcel Proust). 
À cette époque, des homosexuels du 16e arrondissement de Paris les appellent « baies », plus convenable que « tasses » (plus argotique). Dans les milieux plus populaires, on les avait baptisées « Ginette ». Le terme de pissotière, en référence au « trou dans la muraille d'un navire pour laisser s'écouler l'eau de surface », est resté.
En 1839, le préfet de police Gabriel Delessert autorise l'installation des « colonnes moresques », supports d'affiches à l'extérieur et urinoirs à l'intérieur. Sous le Second Empire, Adolphe Alphand perfectionne l'installation en isolant l'intérieur du regard par un écran et en éclairant l'intérieur avec un bec de gaz. La construction est redessinée par Gabriel Davioud, qui remplace la maçonnerie par une structure en fonte. 
À la fin des années 1860, les deux rôles (affichage et toilettes publiques) sont dissociés : les « colonnes urinoirs » sont remplacées en 1868 par les colonnes Morris pour l'affichage et par les vespasiennes pour les lieux d'aisances. Les colonnes Morris font alors tellement partie du « paysage » parisien qu'on les retrouve fréquemment dans les tableaux des peintres de la Belle Époque, tel Jean Béraud, spécialisé dans la représentation des Grands boulevards de la capitale.

## Lieu de rendez-vous
« Lieu de rendez-vous des résistants pendant la Seconde Guerre mondiale ou lieu de drague appartenant aux itinéraires complexes d’une géographie du désir condamné », elles font l'objet de nombreuses anecdotes. « Ainsi ce ministre de l’Information de la IVe République, coincé dans une rafle de pissotière et qui, reconnu par un policier qui lui demande, éberlué, ce qu’il fait là, lui répond sobrement : « Je m’informe, voyons » ». C'est dans des circonstances semblables qu'a été arrêté le comte Eugène Le Bègue de Germiny en 1876. Les vespasiennes sont également un lieu de rencontre prisé des prostitués masculins. Des articles de presse des années 1930 ont évoqué les « étranges manœuvres entourant d'un no woman's land les petits édifices circulaires » la nuit, ainsi que les rafles. 

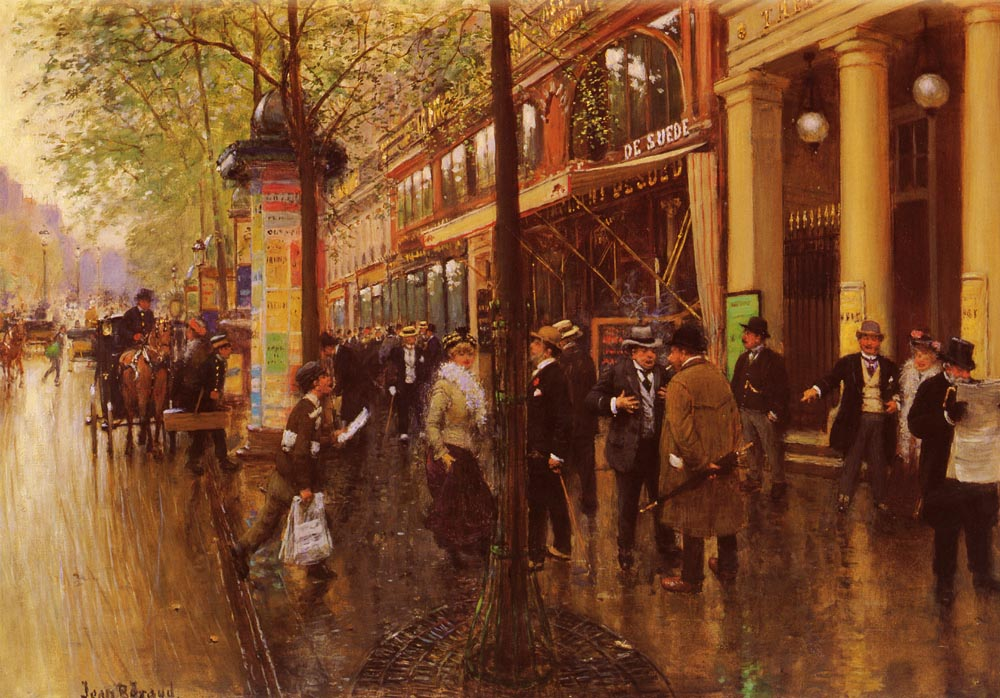
Jean Béraud, Les Grands Boulevards et le théâtre des Variétés.

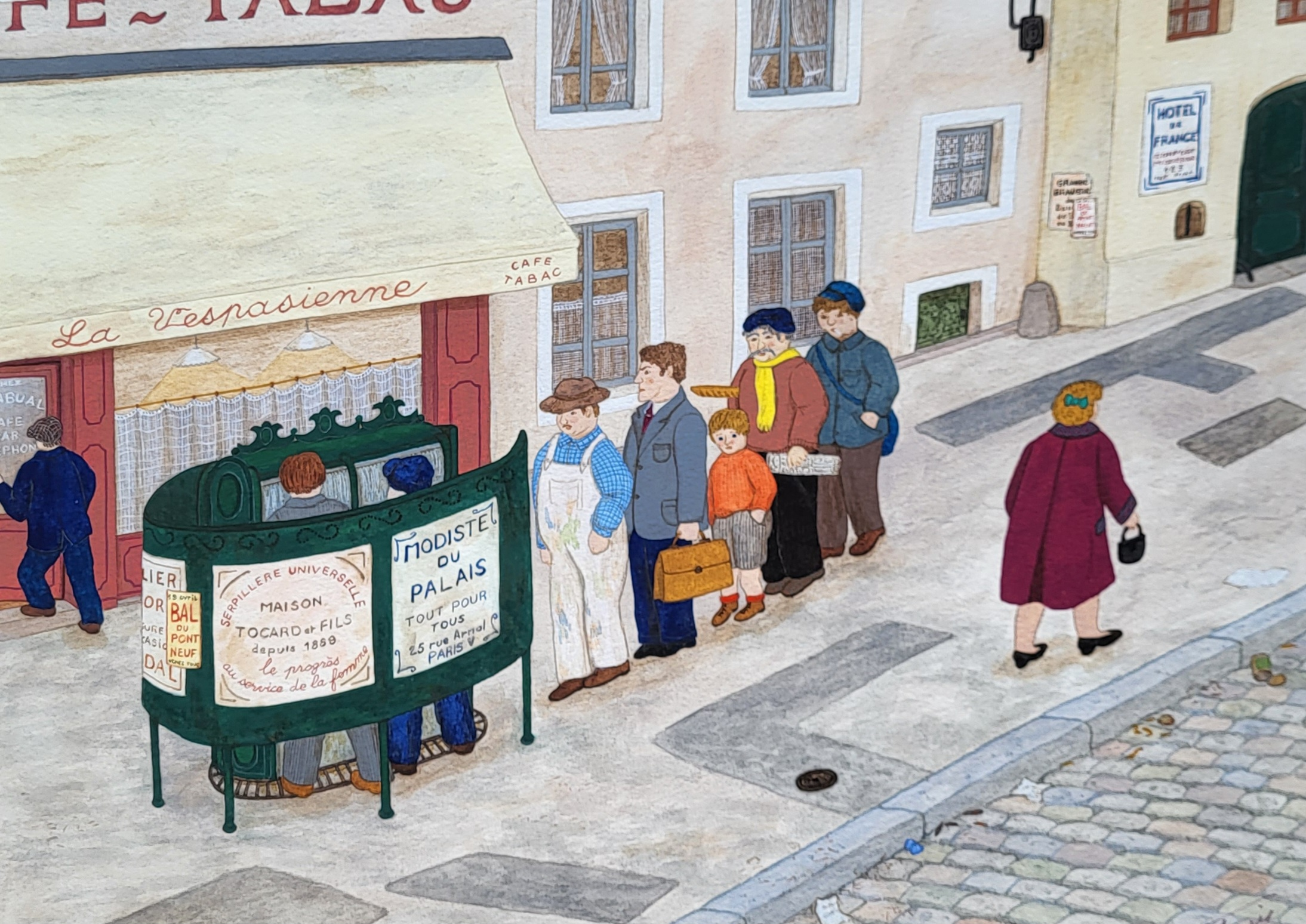
Illustration d'une vespasienne dans une rue de Paris.

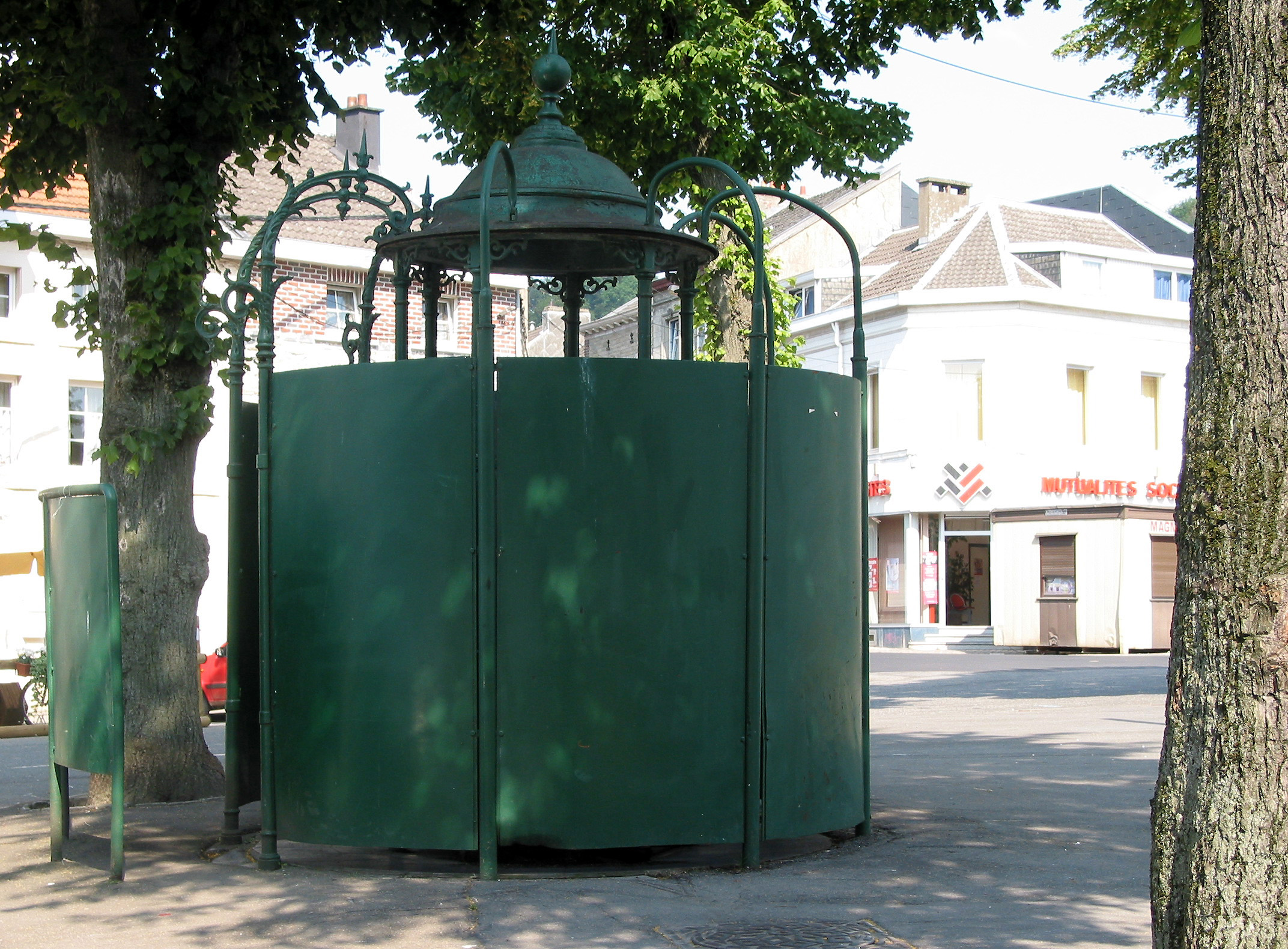
Vespasienne de la ville de Limbourg (Belgique).

Plusieurs écrivains, dont Roger Peyrefitte, Julien Green et Jean Genet, ont mentionné le rôle des vespasiennes dans l'univers homosexuel. « La Grande Thérèse [un travesti], attendait les clients dans les tasses. Au crépuscule, dans une des pissotières circulaires, près du port elle apportait un pliant, s’asseyait et faisait son tricot, son crochet. Elle s’interrompait pour manger un sandwich. Elle était chez elle » (Genet, 1947a, p. 167). Julien Green décrit de façon crue ses aventures sexuelles avec des jeunes hommes dans des pissotières parisiennes, dans son Journal intégral 1919-1940, publié en 2019. Dans l'argot 1900, on désignait les vespasiennes sous le vocable de "tasses". On disait "faire les tasses" pour "draguer dans et autour des vespasiennes". Dans Les Tasses – Toilettes publiques, Affaires privées, un ouvrage qui mêle témoignages d'une époque répressive, documents rares et photos allusives, Marc Martin rend hommage à ces lieux d'aisance qui furent avant tout des lieux de malséance. Ce livre a reçu le Prix Sade 2020 du Livre d'Art.
« Lieu d’une sociabilité atypique, aujourd’hui disparue, des amitiés et des amours s’y sont nouées. » De manière plus extrême, ces lieux étaient aussi utilisés par certains pervers appelés « soupeurs ». Le sociologue américain Laud Humphreys a consacré un essai à ce sujet en évoquant notamment la fin des rafles policières lors des premières manifestations de la libération gay aux États-Unis.
Dans son roman Des Français, un long chapitre est consacré à ces édicules par Roger Peyrefitte, qui, pour reprendre une de ses propres phrases, « payait peut-être un tribut de reconnaissance pour un organe autre que la vessie ». Selon lui, c'est au lendemain de la Libération que les gouvernements décident de supprimer ces lieux de rendez-vous au prétexte qu'ils pervertissent la morale du pays : « Les vespasiennes les plus proches des casernes disparurent les premières : il y allait du salut de la France. On supprima aussi aux abords des usines des vespasiennes prolétaires où de jeunes apprentis prodiguaient des joies coupables aux ouvriers syndiqués. » La menace se fait plus sérieuse en 1961 quand le conseil municipal de Paris décide leur suppression graduelle en raison de la mauvaise réputation de ces lieux et de l'odeur pestilentielle qui en émane. Selon Peyrefitte il y eut une accalmie : « Une ligue, menée par un Anglais puritain, et les doléances d'honnêtes pisseurs ont permis d'arrêter le massacre. » Mais ce n'est qu'un répit : le Conseil de Paris a voté le 28 janvier 1980 la fin de la gratuité des toilettes publiques parisiennes.

## Situation actuelle

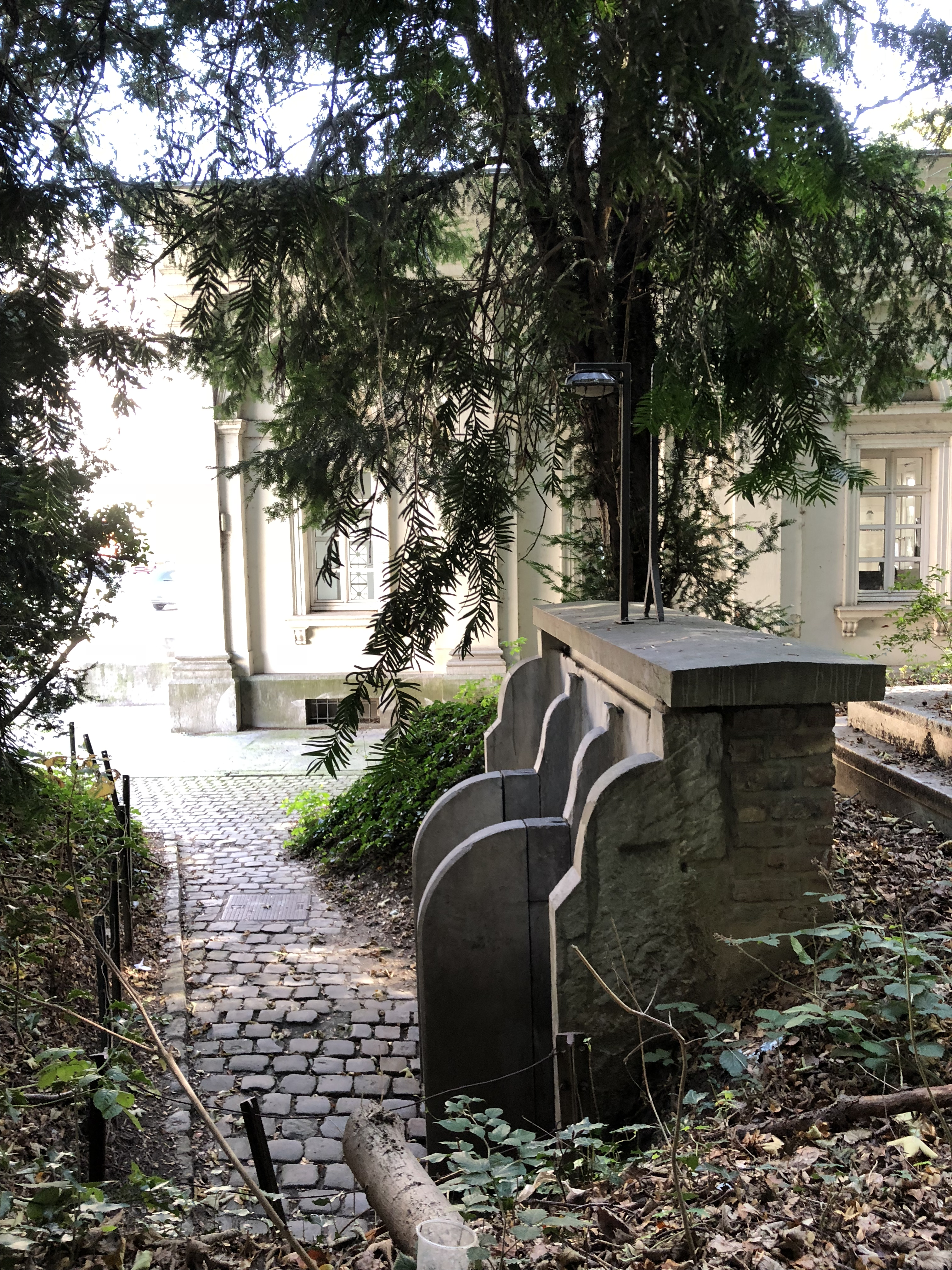
Vespasienne (urinoir triplace) à l'entrée du bois de la Cambre, à Bruxelles en Belgique.

Les quatre premières sanisettes payantes furent construites à Paris selon un contrat de concession de ces sanisettes (marque déposée en 1980) signé en 1991 entre la mairie de Paris et la société Decaux.

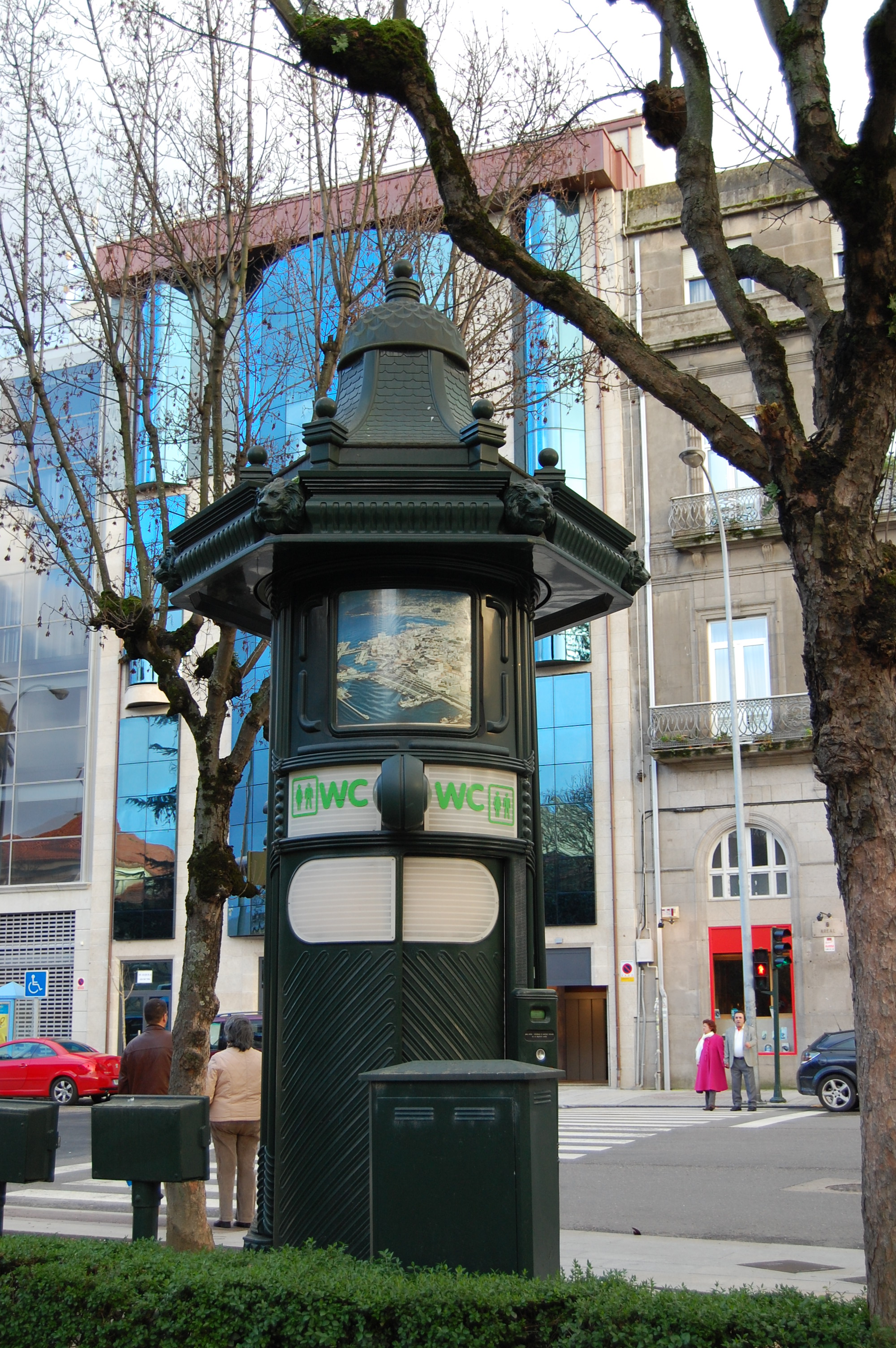
Vespasienne de style traditionnel à Vigo (Espagne).

En raison des nuisances engendrées par la substitution des sanisettes payantes aux vespasiennes gratuites (personnes démunies ou pressées urinant sur la voie publique) la mairie de Paris, à l'occasion des premières échéances de ces contrats de 10 ans, négocie avec la société JC Decaux la gratuité d'accès aux sanisettes proches de lieux de distribution alimentaire. Cette tendance s'est accentuée depuis 2002 à la faveur de l'échéance de nombreux contrats de sanisettes JC Decaux. La généralisation de la gratuité a été mise en place à proximité des squares, parcs et jardins. Aujourd'hui dans Paris, plus de 200 de ces édicules sont gratuits et accessibles aux personnes à mobilité réduite.
Depuis les années 1990, les vespasiennes ont été remplacées dans la plupart des grandes villes du monde par des toilettes publiques individuelles payantes, mais à Hambourg ou à Amsterdam, entre autres, le principe subsiste, dans une adaptation plus sophistiquée, et moins odorante.
En 2020 ont été expérimentés à Paris les uritrottoirs, puis, la même année, le concept de Naturinoir, ayant pour objectif de transformer l'urine en engrais pour les agriculteurs,,. Celle-ci est en principe stockée dans un réservoir de 1 000 l rempli par une pompe alimentée par des panneaux solaires. Le prix de ce projet s'élève au total à 40 000 euros. Ils se heurtent dans un premier temps à l'opposition de riverains, et sont donc déplacés. Confronté à des problèmes de fuite d'urine sur la voie publique, qu'il visait précisément à éviter, ce projet est rapidement abandonné.
Certaines villes ont des vespasiennes qui n'ouvrent que les soirs de match de football.

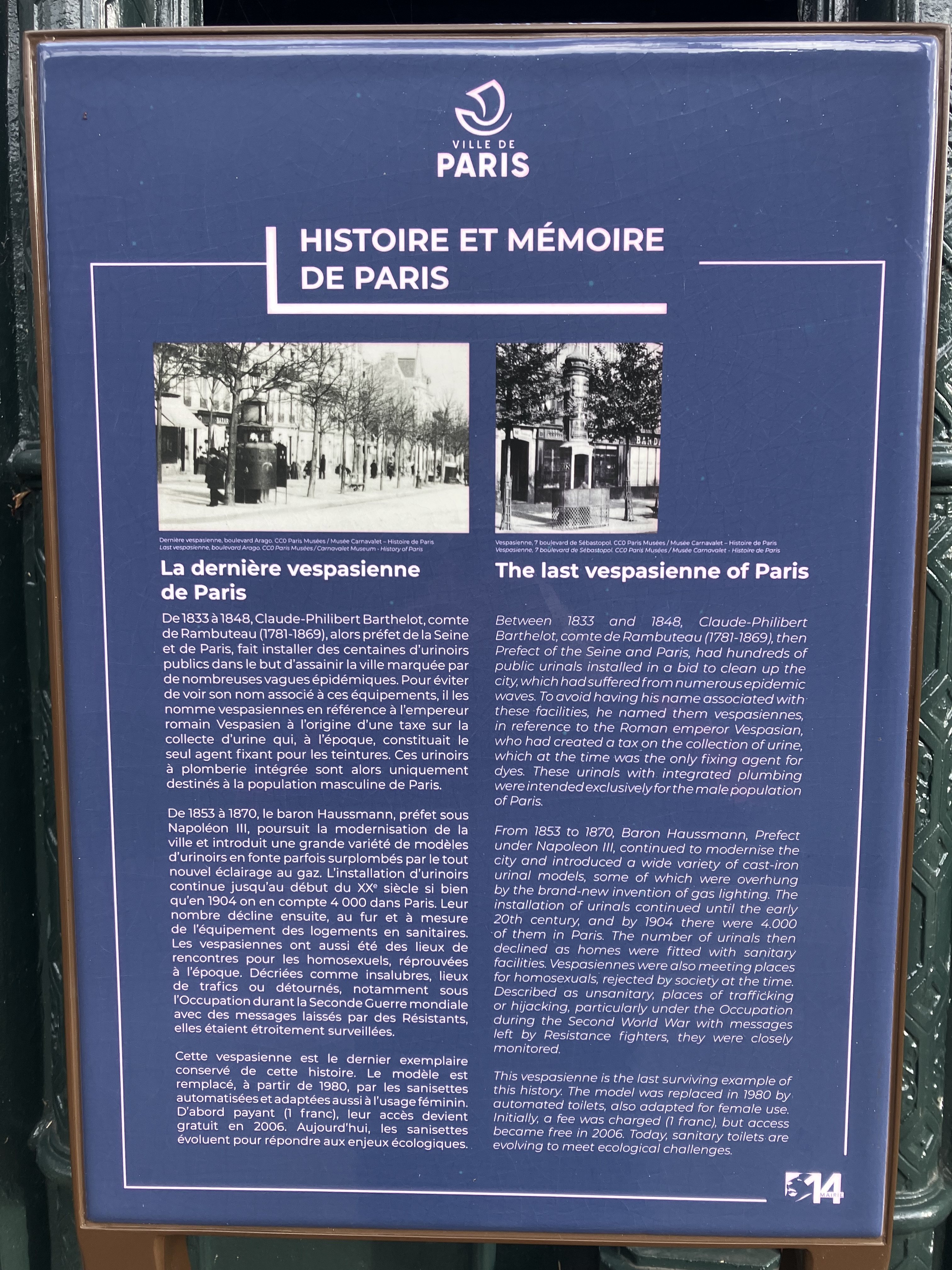
Cartel installé en 2024 sur le boulevard Arago.
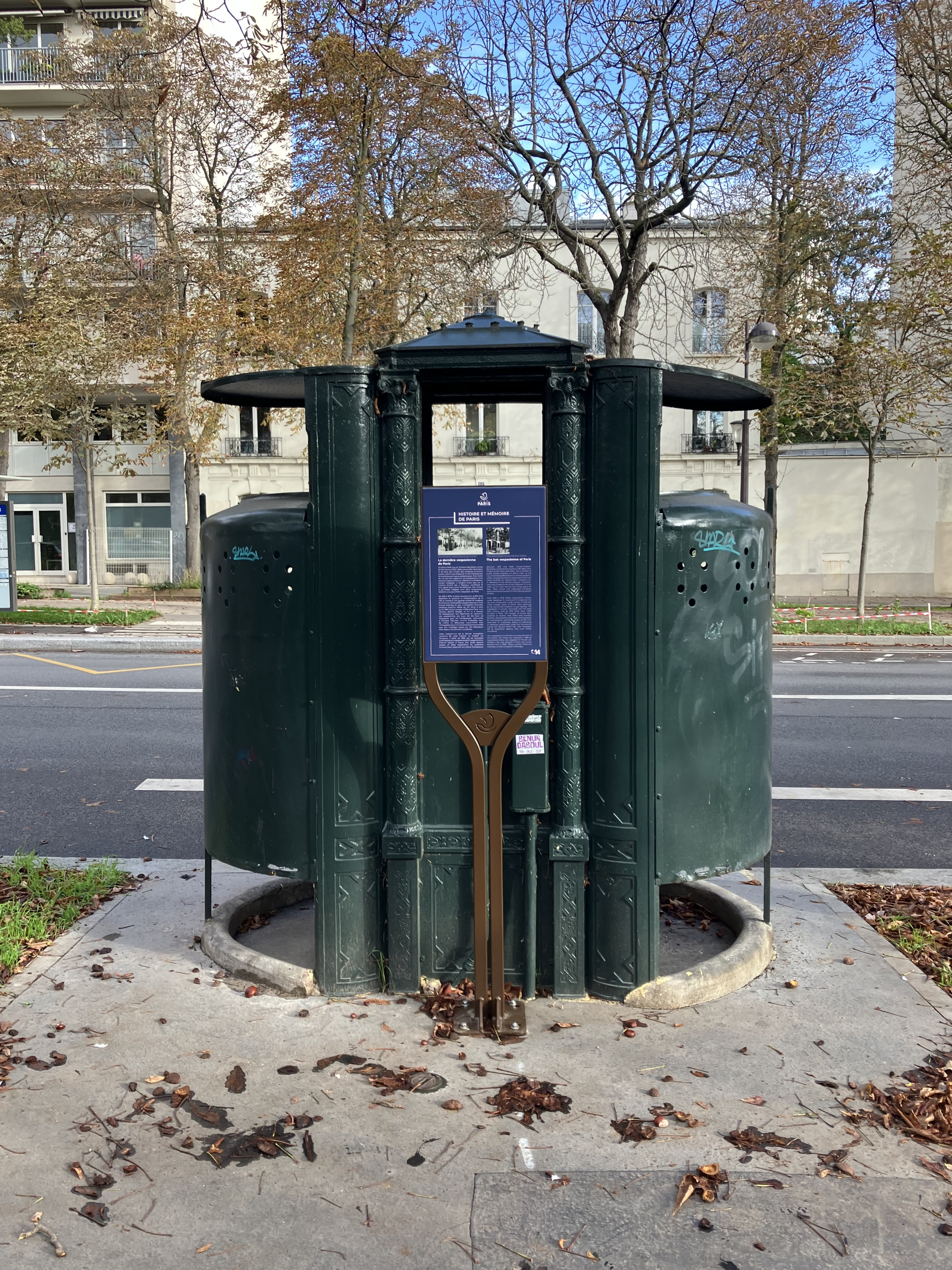
Vespasienne du Boulevard Arago (Paris 14e).

## Dans la culture

### Littérature
Dans Topaze (1928), la pièce de Pagnol, une « pissotière » à roulettes joue un rôle non négligeable.
Quelques années plus tard, en 1934, le roman de Gabriel Chevallier, Clochemerle, commence par un conflit à propos d'une vespasienne.
En novembre 1941, Paul Léautaud écrit quelques remarques, dans son Journal littéraire, sur les vespasiennes qui "ont à peu près disparu dans Paris".
Voir aussi ci-dessus pour Roger Peyrefitte, Julien Green et Jean Genet.

### Arts visuels
En 2017, l’artiste Marc Martin inaugure au Schwules Museum de Berlin une série d’expositions consacrées à l’histoire des vespasiennes et à leurs détournements d’usage. Une réplique grandeur nature d'un modèle parisien trône au cœur de la scénographie. « Un passionnant retour historique et sociologique sur ces édicules publics jadis installés à Paname », peut-on lire dans les pages culture du Figaro à l’occasion du passage de l’exposition à Paris. « Le photographe décrit les vespasiennes comme un paradis perdu » écrit Étienne Dumont, « Une esthétique à la Jean Genet ». L'étape à Bruxelles, présentée par l’office du tourisme de la ville en septembre 2020, a été capturée en 3D. L'étape prévue au Project Space du Leslie-Lohman Museum a été reportée en raison de la pandémie de Covid-19.